# Rothschildi
Dinastija Rothschild je bankarska plemićka obitelj, koja je stekla veliko bogatstvo i utjecaj i danas se smatra jednom od najbogatijih obitelji na svijetu. Obitelj se razgranala na više ogranaka koji su i dalje obiteljski i poslovno povezani.
Ima podrijetlo od njemačkih Židova iz Frankfurta. U 18. stoljeću, postali su važna europska bankarska dinastija, koja je nadmašila najmoćnije bankarske dinastije do tada.
Pet linija austrijskog ogranka obitelji postali su dio austrijskog plemstva, te su dobili nasljedne titule baruna Habsburške Monarhije u vrijeme cara Franje II. 1816. Druga linija britanskog ogranka dinastije, bila je uzdignut u britansko plemstvo na zahtjev kraljice Viktorije.
 Rothschildi već više od 200 godina vrše velik utjecaj na ekonomsku, a posredno i političku povijest i sadašnjost Europe i svijeta. Dinastiju je osnovao Mayer Amschel Rothschild (1744. – 1812.), koji je imao pet sinova: Amschela Mayera (1773. – 1855.), Salomona Mayera (1774. – 1855.), Nathana Mayera (1777. – 1836.), Carla Mayera (1788. – 1855.) i Jakoba Mayera (1792. – 1868.) te ih strateški rasporedio u pet tada najznačajnijih europskih gradova: Frankfurt, London, Pariz, Beč i Napulj. Tako su Rothschildi postali već početkom 19. stoljeća multinacionalna bankarska kuća, koju nisu smetale nikakve nacionalne granice i koja je kumulativno mogla skupiti kapital - veći i od pojedinih država tadašnjih velesila, na taj način tržišno su se borili protiv lokalne konkurencije.
Rothschildi su i danas jedna od najutjecajnih financijskih grupacija na svijetu, koja se osim bankarstva bavi osiguranjem, industrijom, rudarstvom, građevinarstvom i brojnim drugim djelatnostima na svim kontinentima svijeta.

## Obiteljska povijest

### Osnivanje dinastije - Mayer Amschel Rothschild
Osnivač dinastije Mayer Amschel Rothschild (1744. – 1812.) dobio je prezime Rothschild (Crveni štit), jer su njegovi preci generacijama živjeli u kući Haus zum Roten Schild (Kuća kod crvenog štita, u to vrijeme kuće nisu imale kućne brojeve - već takve oznake). Roditelji su Mayera namjeravali odškolovati za rabina, ali kako su nenadano umrli, Mayer je prekinuo školovanje i prihvatio se obiteljskog bankarskog posla. Ubrzo nakon što je postao dvorski bankar grofa Wilhelma I. vladara Kneževine Hessen-Kassel, Mayer je shvatio, da će mu posao s ostalim vladarskim kućama puno bolje ići, ako svoje sinove uputi u zemlje s kojima namjerava poslovati.

### Mayerovih pet sinova
Mayeru i njegovim sinovima na ruku su išli Francuski revolucionarni i napoleonski ratovi u razdoblju 1792. – 1815. godine, koji su ispali sjajna prilika za bogaćenje i sreću. Mayer i njegov najstariji sin - Amschel Mayer, ostali su u Frankfurtu voditi posao, Nathan Mayer osnovao je podružnicu u Londonu 1804. godine, Jakob Mayer pokrenuo je posao u Parizu 1811. godine, a Salomon Mayer i Carl Mayer u Beču i Napulju 1820. godine. Ratovi su za Rothschilde ispali mogućnost za plasman kredita zaraćenim stranama, ali i za trgovanje (legalno i ilegalno) strateškim proizvodima poput pšenice, pamuka, kolonijalnom robom i oružjem.
Njihove banke bile su i most, kojim se vršilo plaćanje između Britanskog otočja i kontinentalne Europe pa su tako minirali Napoleonove napore, da blokadom slomi Britaniju.
Mir nakon tog razdoblja, pretvarao je nabujalu Rothschildovu bankarsku dinastiju u paradržavne financijske institucije u zemljama u kojima su djelovali (Prusija, Britanija, Francuska, Kraljevstvo dviju Sicilija), jer su se okrenuli kupovanju državnih obveznica, osiguranju dioničkih društava i trgovanju dionicama industrijskih poduzeća. Rothschildovi su se uspješno prilagodili industrijskoj revoluciji i sudjelovali su u ekonomskom rastu po cijeloj Europi, ulažući u željeznice, ugljen, čeličane i metalurgiju.
Bankarska grupacija Rothschild nastavila se širiti i nakon 1850. godine, kada je ostvarila važnu poziciju u svjetskoj trgovini naftom i obojenim metalima. Ali više nisu imali poziciju oligopola, jer su ih ozbiljno počele ugrožavati nove dioničke banke i komercijalne ili depozit banke, koje su tad počele nicati po Engleskoj, Francuskoj i njemačkim zemljama. Negdje oko posljednjeg kvartala 19. stoljeća, grupacija Rothschild više nije bila najjači bankarski konzorcij, jer su se pojavile druge snažnije europske i američke bankarske grupacije.

### Druga generacija
Dok se prva generacija Rothschildovih morala u stranim sredinama boriti za svoje mjesto pod suncem, učeći lokalne jezike i običaje i hrvati se s brojnim predrasudama, koje vladaju o strancima, druga generacija Rothschildovih više nije imala takvih problema, jer su već bili uglađeni, naturalizirani i dobro školovani građani svojih novih domovina, visoko etablirani građani, koji su utjecali na ekonomiju i politiku svojih zemalja. Tako je Alphonse de Rothschild, kao šef međunarodne bankarske grupacije osigurao 1871. i 1872. godine dva velika kredita Francuskoj poznata kao spasonosni krediti, koji su pomogli zemlji da stane na noge nakon poraza od Prusije i omogućili premijeru Adolpheu Thiersu, da se održi na vlasti. U isto to vrijeme, 1875. godine, Lionel Walter Rothschild, je u Londonu (gdje je bio član Britanskog Donjeg doma parlamenta od 1858.), skupio u svega nekoliko sati svotu od ondašnjih enormnih 4,000.000 funti, koja je omogućila britanskoj vladi, da postane većinski dioničar tvrtke Sueski kanal.
Istovremeno su Rothschildovi zadržali svoju unutarnju obiteljsku koheziju, ženivši se među sobom ili sa Židovima, a vrlo rijetko s osobama izvan tog kruga.

### Društveni prestiž
Kako im je raslo bogatsvo, tako je rastao i njihov društveni položaj, svih pet Mayerovih sinova dobili su plemićku titulu baruna Austrijskog Carstva, a njegov praunuk Nathan Mayer bio je prvi Židov, koji je ušao u Britanski parlament, a njegov sin Lionel Walter Rothschild bio je prvi Židov, koji je dobio titulu britanskoga baruna (otac je titulu kupio s imanjem).
Glava britanske obiteljske grane oduvijek se smatrao neformalnim liderom britanskih Židova.
Danas se još jedino članovi britanske i francuske obiteljske grane bave bankarstvom. Austrijski dio obitelji, nakon što su im nacisti zaplijenili imetak, danas se uglavnom bavi znanošću ili dobrotvornim radom. Francuski predstavnik obitelji barun Philippe de Rothschild (1902. – 1988.) bio je ugledni vinogradar, svjetski poznat po vrhunskom vinograd u Château Mouton- Rothschild.

## Teorije zavjere
Tijekom više od dva stoljeća, dinastija Rothschild često je bila predmet teorija zavjere. Ove teorije tvrde, da Rothschildi kontroliraju svjetsko bogatstvo i financijske institucije, ili potiču ili obeshrabruju ratove između vlada.

## Vanjske poveznice
- Službene stranice (engl.)
- Kako se obogatila dinastija Rothschild? – 1812. - povijest.hr
- Obitelj Rothschild - Britannica Online (engl.)
- Rothschild - encyclopedia.com (engl.)
- Obitelj Rothschild - investopedia.com (engl.)